# Barton Fink
Barton Fink er en amerikansk film fra 1991 af Joel og Ethan Coen. Den modtog ved Filmfestivalen i Cannes i 1991 Den Gyldne Palme som bedste film, ligesom brødrene Coen fik prisen for bedste instruktion og John Turturro som bedste skuespiller.

## Handling
Titelpersonen er en dramatiker og manuskriptforfatter, der efter en succesfuld Broadway-debut flytter fra New York til Hollywood for at skrive filmmanuskripter for selskabet Capitol Pictures' excentriske chef, Jack Lipnick. Hans første opgave bliver en B-film om professionel wrestling.
Fink flytter ind på et lurvet hotel men rammes snart af skriveblokering. Han opsøges af manden, der bebor naboværelset, den tilsyneladende joviale Charlie Meadows (John Goodman). Meadows repræsenterer "den almindelige mand", som Fink så gerne vil skrive for men dybest set foragter og irriteres af.
For at blive hjulpet ud af sin skriveblokering bliver Fink sat i forbindelse med en beundret kollega, Mayhew. Fink opdager, at de fleste af Mayhews manuskripter er skrevet af dennes elskerinde,  Audrey, som samtidig bliver mishandlet af Mayhew. Fink og Audrey indleder et samarbejde, hvor han kan øse af hendes erfaringer og talent, og som fører til, at de tilbringer natten sammen i hans hotelseng. Da Fink vågner ligger Audrey død i en blodpøl ved siden af ham, Meadows banker på, Fink afviser ham men opsøger ham senere og fortæller, at han har problemer og vil alarmere politiet. (fortsættes).

## Medvirkende
- John Turturro
- John Goodman
- Michael Lerner
- Judy Davis
- John Mahoney
- Tony Shalhoub
- Steve Buscemi